# Ich bin ein Star – Die Stunde danach
Ich bin ein Star – Die Stunde danach ist eine deutsche Talkshow im Rahmen der Sendung Ich bin ein Star – Holt mich hier raus!, die ab 2018 auf RTL und RTLup ausgestrahlt wird. 2022 ist sie vollständig ins RTL-Hauptprogramm gewechselt.

## Konzept
In der Sendung werden aktuelle Geschehnisse aus dem Camp analysiert und diskutiert. Außerdem werden Liveschalten zu den Freunden und Begleitern der Prominenten im  Imperial Hotel in Australien oder in Südafrika gemacht. Des Weiteren werden Spiele gespielt und der Camper des Tages gewählt. Die Liveschalten nach Australien oder Südafrika werden von den RTL-Reportern Sebastian Klimpke (2018 bis 2020, seit 2023) bzw. Maurice Gajda (2022) vor Ort übernommen.
Zu jeder Sendung kommen jeweils drei Gäste, die gemeinsam mit Finger-Erben und Jones die Ereignisse im Dschungelcamp kommentieren. Außerdem sind regelmäßig Experten aus verschiedenen Fachgebieten als Gäste vertreten, die das soziale Handeln der Teilnehmer jeweils einzuordnen und zu erklären versuchen. Die meisten Gäste der Talkshow sind ehemalige Dschungelcamp-Teilnehmer. Zu den Gästen, die schon mehrfach auftraten, gehören unter anderem Olivia Jones, Ross Antony, Julian F. M. Stoeckel, Sarah Knappik und Désirée Nick. Zudem besteht die Sendung auch aus verschiedenen Rubriken, die jeweils von ehemaligen Campern in Einspielern präsentiert wird. Dies waren Kurz und Knappik mit Sarah Knappik sowie Der Dschungel-Witz des Tages mit Markus Krebs in Staffel 1, Der Ochsenknecht des Tages mit Natascha Ochsenknecht, Kaders Kosmetik Kabuff mit Kader Loth, Die Feiertag DES TAGES Nachrichten mit Joey Heindle sowie Camper Coaching sowie Berufsberatung mit Olivia Jones in Staffel 2 und Klatsch & Tratsch aus dem Versace mit Julian F. M. Stoeckel sowie Von Heiter bis Heiter mit Mike Heiter in Staffel 5.

## Geschichte
Im Dezember 2017 kündigte RTL begleitend zur Sendung Ich bin ein Star – Holt mich hier raus!, die von Sonja Zietlow und Jan Köppen moderiert wird, eine zusätzliche Talkshow auf dem Tochtersender RTLup an. Sie wurde erstmals im Jahr 2018 zu Staffel 12 von Ich bin ein Star – Holt mich hier raus! ausgestrahlt und von Angela Finger-Erben moderiert. Die Sendung ähnelt der Talkshow Promi Big Brother – Die Late Night Show.
Im Jahr 2019 wurde die Talkshow ebenfalls mit gleicher Moderatorin und gleichem Ablauf ausgestrahlt, jedoch waren nur die Werktagsausgaben auf RTLup zu sehen, am Wochenende lief die Sendung auf dem Hauptsender RTL. Im November 2019 verkündete Angela Finger-Erben auf Instagram, dass auch für 2020 eine Stunde danach geplant sei. Vom 10. bis 26. Januar 2020 lief die Talkshow ebenfalls mit gleicher Moderatorin und gleichem Ausstrahlungsturnus wie im Jahr zuvor begleitend zum Dschungelcamp.
Aufgrund der COVID-19-Pandemie wurde Staffel 15 von Ich bin ein Star – Holt mich hier raus! – und damit auch die Talkshow – auf 2022 verschoben. Ab 21. Januar 2022 lief die Talkshow dann komplett im Hauptprogramm von RTL im Anschluss der Tageszusammenfassungen. Neben Finger-Erben fungierte auch Olivia Jones als Moderatorin.
Vom 13. bis 29. Januar 2023 sowie vom 19. Januar bis 4. Februar 2024 lief die Talkshow ebenfalls mit gleicher Moderation und gleichem Ausstrahlungsturnus wie im Jahr zuvor. Vom 16. August bis 1. September wurde die Talkshow anlehnend an Ich bin ein Star – Showdown der Dschungel-Legenden unter dem Titel Die legendäre Stunde danach ausgestrahlt.
Im Durchschnitt schauten etwa 1,84 Millionen Menschen den Talk mit Angela Finger-Erben und Olivia Jones.

## Episodenliste

### Staffel 1
| 01  | 01  | Olivia Jones, Thorsten Legat, Joey Heindle                       | 19. Januar 2018 |
| 02  | 02  | Ross Antony, Gina-Lisa Lohfink, Jürgen Milski                    | 20. Januar 2018 |
| 03  | 03  | Paul Janke, Helena Fürst, Sarah Knappik                          | 21. Januar 2018 |
| 04  | 04  | Julian F. M. Stoeckel, Gina-Lisa Lohfink, Ruth Moschner          | 23. Januar 2018 |
| 05  | 05  | Melanie Müller, Jenny Elvers, Florian Wess                       | 24. Januar 2018 |
| 06  | 06  | Reiner Calmund, Tanja Tischewitsch, Rocco Stark                  | 25. Januar 2018 |
| 07  | 07  | Thorsten Legat, Sarah Knappik, Frank Matthée                     | 26. Januar 2018 |
| 08  | 08  | Tanja Tischewitsch, Nico Schwanz, Désirée Nick                   | 27. Januar 2018 |
| 09  | 09  | Olivia Jones, Jens Büchner, Micaela Schäfer                      | 28. Januar 2018 |
| 010 | 010 | Jürgen Milski, Julian F. M. Stoeckel, Frauke Ludowig             | 29. Januar 2018 |
| 011 | 011 | Reiner Calmund, Melanie Müller, Marc Terenzi                     | 30. Januar 2018 |
| 012 | 012 | Detlef Steves, Jenny Elvers, Tanja Tischewitsch                  | 31. Januar 2018 |
| 013 | 013 | Anja Rützel, Joey Heindle, Sarah Knappik                         | 1. Februar 2018 |
| 014 | 014 | Julian F. M. Stoeckel, Ross Antony, Sophia Wollersheim           | 2. Februar 2018 |
| 015 | 015 | Thorsten Legat, Ross Antony, Désirée Nick, Julian F. M. Stoeckel | 3. Februar 2018 |

### Staffel 2
| 016 | 01  | Jürgen Milski, Jenny Elvers, Sarah Knappik                            | 11. Januar 2019 |
| 017 | 02  | Olivia Jones, Menderes Bağcı, Iris Klein, Jenny Frankhauser           | 12. Januar 2019 |
| 018 | 03  | Olivia Jones, Ross Antony, Gina-Lisa Lohfink, Ansgar Brinkmann        | 13. Januar 2019 |
| 019 | 04  | Désirée Nick, Julian F. M. Stoeckel, Micaela Schäfer                  | 14. Januar 2019 |
| 020 | 05  | Sarah Knappik, Tina York, Joey Heindle                                | 15. Januar 2019 |
| 021 | 06  | Natascha Ochsenknecht, Marc Terenzi, Tanja Tischewitsch               | 16. Januar 2019 |
| 022 | 07  | Sarah Knappik, David Friedrich, Ruth Moschner                         | 17. Januar 2019 |
| 023 | 08  | Matthias und Hubert Fella, Iris Klein, Katja Burkard, Andrea Buchholz | 18. Januar 2019 |
| 024 | 09  | Olivia Jones, Daniele Negroni, Helena Fürst                           | 19. Januar 2019 |
| 025 | 010 | Ross Antony, Gina-Lisa Lohfink, Jürgen Milski                         | 20. Januar 2019 |
| 026 | 011 | Désirée Nick, Tanja Tischewitsch, Paul Janke                          | 21. Januar 2019 |
| 027 | 012 | Nico Schwanz, Melanie Müller, Rocco Stark                             | 22. Januar 2019 |
| 028 | 013 | Joey Heindle, Iris Klein, Sarah Knappik                               | 23. Januar 2019 |
| 029 | 014 | Julian F. M. Stoeckel, Gina-Lisa Lohfink, Natascha Ochsenknecht       | 24. Januar 2019 |
| 030 | 015 | Jürgen Milski, Jenny Elvers, Detlef Steves                            | 25. Januar 2019 |
| 031 | 016 | Olivia Jones, Jenny Frankhauser, Joey Heindle                         | 26. Januar 2019 |
| 032 | 017 | Julian F. M. Stoeckel, Kader Loth, Melanie Müller                     | 27. Januar 2019 |

### Staffel 3
| 033 | 01  | Désirée Nick, Chris Töpperwien, Melanie Müller                                                                         | 10. Januar 2020 |
| 034 | 02  | Olivia Jones, Felix van Deventer, Sükrü Pehlivan                                                                       | 11. Januar 2020 |
| 035 | 03  | Olivia Jones, Melanie Müller, Mickie Krause                                                                            | 12. Januar 2020 |
| 036 | 04  | Ross Antony, Gisele Oppermann, David Friedrich                                                                         | 13. Januar 2020 |
| 037 | 05  | Julian F. M. Stoeckel, Kim Gloss, Micaela Schäfer                                                                      | 14. Januar 2020 |
| 038 | 06  | Jenny Elvers, Jürgen Milski, Detlef Steves                                                                             | 15. Januar 2020 |
| 039 | 07  | Matthias Mangiapane, Sarah Knappik, Nico Schwanz                                                                       | 16. Januar 2020 |
| 040 | 08  | Julian F. M. Stoeckel, Natascha Ochsenknecht, Domenico de Cicco                                                        | 17. Januar 2020 |
| 041 | 09  | Olivia Jones, Kader Loth, Chris Töpperwien                                                                             | 18. Januar 2020 |
| 042 | 010 | Julian F. M. Stoeckel, Gisele Oppermann, Peter Orloff, Peer Kusmagk, Micaela Schäfer, Matthias Mangiapane, Ross Antony | 19. Januar 2020 |
| 043 | 011 | Iris Klein, Joey Heindle, Tanja Tischewitsch                                                                           | 20. Januar 2020 |
| 044 | 012 | Julian F. M. Stoeckel, Evelyn Burdecki, Jürgen Milski                                                                  | 21. Januar 2020 |
| 045 | 013 | Chris Töpperwien, Sandra Kiriasis, Daniele Negroni                                                                     | 22. Januar 2020 |
| 046 | 014 | Gina-Lisa Lohfink, Paul Janke, Ansgar Brinkmann                                                                        | 23. Januar 2020 |
| 047 | 015 | Sarah Knappik, Domenico de Cicco, Kader Loth                                                                           | 24. Januar 2020 |
| 048 | 016 | Olivia Jones, Marc Terenzi, Evelyn Burdecki                                                                            | 25. Januar 2020 |
| 049 | 017 | Ross Antony, Melanie Müller, Jenny Frankhauser, Julian F. M. Stoeckel                                                  | 26. Januar 2020 |

### Staffel 4
| 050 | 01  | Jürgen Milski, Melanie Müller, Prince Damien | 21. Januar 2022 |
| 051 | 02  | Chris Töpperwien, Oliver Pocher, Mike Heiter | 22. Januar 2022 |
| 052 | 03  | Micaela Schäfer, Sarah Knappik, Marco Cerullo | 23. Januar 2022 |
| 053 | 04  | Bea Fiedler, Sara Kulka, Matthias Mangiapane | 24. Januar 2022 |
| 054 | 05  | Giulia Siegel, Jenny Frankhauser, Lars Tönsfeuerborn | 25. Januar 2022 |
| 055 | 06  | Gina-Lisa Lohfink, Markus Reinecke, Anredo | 26. Januar 2022 |
| 056 | 07  | Natascha Ochsenknecht, Menderes Bağcı, Frank Matthée | 27. Januar 2022 |
| 057 | 08  | Gisele Oppermann, Nico Schwanz, Lutz van der Horst | 28. Januar 2022 |
| 058 | 09  | Jenny Frankhauser, Jürgen Milski, Ross Antony | 29. Januar 2022 |
| 059 | 010 | Micaela Schäfer, Markus Reinecke, Gisele Oppermann, Giulia Siegel, Nico Schwanz, Matthias Mangiapane, Prince Damien, Daniele Negroni, Marco Cerullo, Sara Kulka | 30. Januar 2022 |
| 060 | 011 | Danni Büchner, Ansgar Brinkmann, Paul Janke | 31. Januar 2022 |
| 061 | 012 | Mickie Krause, Evelyn Burdecki, Natascha Ochsenknecht | 1. Februar 2022 |
| 062 | 013 | Tina York, Daniele Negroni, Giulia Siegel | 2. Februar 2022 |
| 063 | 014 | Sarah Knappik, Kader Loth, Lutz van der Horst | 3. Februar 2022 |
| 064 | 015 | Micaela Schäfer, Oliver Pocher, David Friedrich | 4. Februar 2022 |
| 065 | 016 | Evelyn Burdecki, Ross Antony, Prince Damien | 5. Februar 2022 |

### Staffel 5
| 66 | 1  | Danni Büchner, Filip Pavlović, Thorsten Legat                  | 14. Januar 2023 |
| 67 | 2  | Natascha Ochsenknecht, Lutz van der Horst, Linda Nobat         | 15. Januar 2023 |
| 68 | 3  | Micaela Schäfer, Prince Damien, Oliver Pocher                  | 16. Januar 2023 |
| 69 | 4  | Anouschka Renzi, Elena Miras, David Kebekus                    | 17. Januar 2023 |
| 70 | 5  | Menderes Bağcı, Iris Klein, Eric Stehfest                      | 18. Januar 2023 |
| 71 | 6  | Peter Althof, Kader Loth, Calvin Kleinen                       | 19. Januar 2023 |
| 72 | 7  | Jenny Elvers, Gülcan Kamps, Jürgen Milski                      | 20. Januar 2023 |
| 73 | 8  | Jasmin Herren, Filip Pavlović, Menderes Bağcı                  | 21. Januar 2023 |
| 74 | 9  | Danni Büchner, Manuel Flickinger, Xenia Prinzessin von Sachsen | 22. Januar 2023 |
| 75 | 10 | Evelyn Burdecki, Oliver Pocher                                 | 23. Januar 2023 |
| 76 | 11 | Anouschka Renzi, Dominik Stuckmann, Micaela Schäfer            | 24. Januar 2023 |
| 77 | 12 | Filip Pavlović, Dolly Buster, Jan van Weyde                    | 25. Januar 2023 |
| 78 | 13 | Jasmin Herren, Elena Miras, Prince Damien                      | 26. Januar 2023 |
| 79 | 14 | Natascha Ochsenknecht, Eric Stehfest, Calvin Kleinen           | 27. Januar 2023 |
| 80 | 15 | Thorsten Legat, Menderes Bağcı, Gülcan Kamps                   | 28. Januar 2023 |
| 81 | 16 | Lutz van der Horst, Linda Nobat, Manuel Flickinger             | 29. Januar 2023 |
| 82 | 17 | Filip Pavlović, Thorsten Legat, Prince Damien, Elena Miras     | 30. Januar 2023 |

### Staffel 6
| 83 | 1  | Thorsten Legat, Djamila Rowe, Filip Pavlović                       | 20. Januar 2024 |
| 84 | 2  | Lutz van der Horst, Antonia Hemmer, Papis Loveday                  | 21. Januar 2024 |
| 85 | 3  | Julian F. M. Stoeckel, Dolly Buster, Cosimo Citiolo                | 22. Januar 2024 |
| 86 | 4  | Julian F. M. Stoeckel, Xenia Prinzessin von Sachsen, Jan van Weyde | 23. Januar 2024 |
| 87 | 5  | Thorsten Legat, Kader Loth, Giulia Siegel                          | 24. Januar 2024 |
| 88 | 6  | Jay Khan, Jasmin Herren, Peter Klein                               | 25. Januar 2024 |
| 89 | 7  | Julian F. M. Stoeckel, Yvonne Woelke, Jolina Mennen, Eric Stehfest | 26. Januar 2024 |
| 90 | 8  | Ross Antony, Prince Damien, Matze Knop                             | 27. Januar 2024 |
| 91 | 9  | Julian F. M. Stoeckel, Micaela Schäfer, Verena Kerth               | 28. Januar 2024 |
| 92 | 10 | Danni Büchner, Filip Pavlović, Matthias Mangiapane                 | 28. Januar 2024 |
| 93 | 11 | Linda Nobat, Menderes Bağcı, Angelina Pannek                       | 30. Januar 2024 |
| 94 | 12 | Dolly Buster, Paul Janke, Sarah Knappik                            | 31. Januar 2024 |
| 95 | 13 | Jolina Mennen, Micaela Schäfer, Lutz van der Horst                 | 1. Februar 2024 |
| 96 | 14 | Iris Klein, Eric Stehfest, Manuel Flickinger                       | 2. Februar 2024 |
| 97 | 15 | Gülcan Kamps, Ross Antony, Tessa Bergmeier                         | 3. Februar 2024 |
| 98 | 16 | Evelyn Burdecki, Luigi "Gigi" Birofio, Natascha Ochsenknecht       | 4. Februar 2024 |
| 99 | 17 | Claudia Effenberg, Verena Kerth, Djamila Rowe, Filip Pavlović      | 5. Februar 2024 |

### Die legendäre Stunde danach
| 100 | 1  | Tessa Bergmeier, Twenty4tim, Kim Virginia Hartung             | 16. August 2024   |
| 101 | 2  | Julian F. M. Stoeckel, Mike Heiter, Leyla Lahouar             | 17. August 2024   |
| 102 | 3  | Micaela Schäfer, Verena Kerth, Jasmin Herren                  | 18. August 2024   |
| 103 | 4  | Lucy Diakovska, Claudia Effenberg, Jürgen Milski              | 19. August 2024   |
| 104 | 5  | Dolly Buster, Cora Schumacher, Filip Pavlović                 | 20. August 2024   |
| 105 | 6  | Jolina Mennen, Linda Nobat, Manuel Flickinger                 | 21. August 2024   |
| 106 | 7  | Hanka Rackwitz, Jasmin Herren, Prince Damien                  | 22. August 2024   |
| 107 | 8  | Winfried Glatzeder, Natascha Ochsenknecht, Ross Antony        | 23. August 2024   |
| 108 | 9  | Djamila Rowe, Cora Schumacher, Julian F. M. Stoeckel          | 24. August 2024   |
| 109 | 10 | Filip Pavlović, Jolina Mennen, Claudia Effenberg              | 25. August 2024   |
| 110 | 11 | Dolly Buster, Manuel Flickinger, Giulia Siegel                | 26. August 2024   |
| 111 | 12 | Katy Karrenbauer, Paul Janke, Ross Antony                     | 27. August 2024   |
| 112 | 13 | Thorsten Legat, Prince Damien, David Odonkor                  | 28. August 2024   |
| 113 | 14 | Paul Janke, Julian F. M. Stoeckel, Eric Stehfest              | 29. August 2024   |
| 114 | 15 | Lucy Diakovska, Filip Pavlović, Giulia Siegel, Calvin Kleinen | 30. August 2024   |
| 115 | 16 | Thorsten Legat, Danni Büchner, Eric Stehfest                  | 31. August 2024   |
| 116 | 17 | Mola Adebisi, Georgina Fleur, Sarah Knappik, Kader Loth       | 1. September 2024 |

### Staffel 7
| 117 | 1  | Georgina Fleur, Ross Antony, Mario Basler                              | 24. Januar 2025 |
| 118 | 2  | Danni Büchner, Elena Miras, Eric Stehfest                              | 25. Januar 2025 |
| 119 | 3  | Giulia Siegel, Lucy Diakovska, Julian F. M. Stoeckel                   | 26. Januar 2025 |
| 120 | 4  | Jolina Mennen, Theresia Fischer, Jasmin Herren                         | 27. Januar 2025 |
| 121 | 5  | Fabio Knez, Alessandra Meyer-Wölden, Prince Damien                     | 28. Januar 2025 |
| 122 | 6  | Tessa Bergmeier, Susan Sideropoulos, Cecilia Asoro                     | 29. Januar 2025 |
| 123 | 7  | Lutz van der Horst, Micaela Schäfer, Natascha Ochsenknecht, Mimi Kraus | 30. Januar 2025 |
| 124 | 8  | Sonya Kraus, Ross Antony, Filip Pavlović                               | 31. Januar 2025 |
| 125 | 9  | Eric Stehfest, Leyla Lahouar, Verena Kerth                             | 1. Februar 2025 |
| 126 | 10 | Jenny Elvers, Giulia Siegel, Raúl Richter                              | 2. Februar 2025 |
| 127 | 11 | Sarah Knappik, Lisa Feller, Evelyn Burdecki                            | 3. Februar 2025 |
| 128 | 12 | Kai Ebel, Paul Janke, Julian F. M. Stoeckel                            | 4. Februar 2025 |
| 129 | 13 | Abdelkarim, Linda Nobat, Jürgen Milski                                 | 5. Februar 2025 |
| 130 | 14 | Lutz van der Horst, Claudia Effenberg, Mickie Krause, Thorsten Legat   | 6. Februar 2025 |
| 131 | 15 | Mike Heiter, Katja Burkard, Mathias Mester, Leyla Lahouar              | 7. Februar 2025 |
| 132 | 16 | Pascal Hens, Lucy Diakovska, Julian F. M. Stoeckel                     | 8. Februar 2025 |
| 133 | 17 | Tanja Tischewitsch, Kader Loth, Filip Pavlović                         | 9. Februar 2025 |

## Specials
Zur Halbzeit von Staffel 14 wurde am 19. Januar 2020 vor der Hauptausgabe das Special Ich bin ein Star – Holt mich hier raus! Die große Dschungelparty ausgestrahlt. Hierfür analysierten in der Sendung folgende 25 Ex-Dschungelcamper das Geschehen der ersten Woche: Olivia Jones, Evelyn Burdecki, Kader Loth, Jenny Elvers, Jürgen Milski, Tanja Tischewitsch, Micaela Schäfer, Julian F. M. Stoeckel, David Friedrich, Felix van Deventer, Peer Kusmagk, Iris Klein, Joey Heindle, Gisele Oppermann, Marc Terenzi, Chris Töpperwien, Jenny Frankhauser, Natascha Ochsenknecht, Gina-Lisa Lohfink, Matthias Mangiapane, Peter Orloff, Nico Schwanz, Ross Antony, Giulia Siegel und Sarah Knappik. Zudem wurde Detlef Steves in verschiedenen Aufgaben auf seine Dschungeltauglichkeit getestet.
Auch in Staffel 15 wurde zur Halbzeit am 30. Januar 2022 das Special Ich bin ein Star – Holt mich hier raus! Die große Dschungelparty ausgestrahlt, das von Angela Finger-Erben und Olivia Jones moderiert wurde. An der Sendung nahmen 24 Ex-Dschungelcamper als Gäste teil: Prince Damien, Sarah Knappik, Domenico de Cicco, Ross Antony, Natascha Ochsenknecht, Jürgen Milski, Melanie Müller, Danni Büchner, Micaela Schäfer, Daniele Negroni, Nico Schwanz, Jenny Frankhauser, Markus Reinecke, Chris Töpperwien, Giulia Siegel, Gina-Lisa Lohfink, Marco Cerullo, Matthias Mangiapane, Kader Loth, Menderes Bağcı, Ansgar Brinkmann, Frank Matthée, Gisele Oppermann und Sara Kulka.
Zum Auftakt des Finales von Staffel 16 wurde am 29. Januar 2023 das Special Ich bin ein Star – Holt mich hier raus! Der Countdown zum Finale ausgestrahlt, das von Angela Finger-Erben und Olivia Jones moderiert wurde. Eingeladen waren die vergangenen 3 Dschungelkönige Evelyn Burdecki, Prince Damien und Filip Pavlović sowie Elena Miras und Thorsten Legat, mit welchen die letzten Camp-Tage vor dem Finale nochmals analysiert und besprochen wurden. Als Sidekick fungierte Lutz van der Horst. Zudem befand sich Live-Publikum im Studio.
Zur Halbzeit von Staffel 17 wurde am 25. Januar 2024 das Special Ich bin ein Star – Holt mich hier raus! Die gnadenlose Wochenbilanz ausgestrahlt, das von Angela Finger-Erben und Olivia Jones moderiert wurde. Als Co-Moderator fungierte Lutz van der Horst.  Als Studiogäste nahmen Jolina Mennen, Julian F. M. Stoeckel, Natascha Ochsenknecht, Sarah Knappik und Thorsten Legat an der Live-Show teil.
Zum Auftakt des Finales von Staffel 17 wurde am 4. Februar 2024 erneut das Special Ich bin ein Star – Holt mich hier raus! Der Countdown zum Finale ausgestrahlt, das von Angela Finger-Erben und Olivia Jones moderiert wurde. Eingeladen waren die vergangenen 3 Dschungelkönige Ross Antony, Filip Pavlović und Djamila Rowe sowie Verena Kerth und Claudia Effenberg, mit welchen die letzten Camp-Tage vor dem Finale nochmals analysiert und besprochen wurden. Als Sidekick fungierte Lutz van der Horst. Zudem befand sich Live-Publikum im Studio.